# Machaerium goudotii
Machaerium goudotii är en ärtväxtart som beskrevs av George Bentham. Machaerium goudotii ingår i släktet Machaerium och familjen ärtväxter. Inga underarter finns listade i Catalogue of Life.